# Tummas Napoleon Djurhuus
Tummas Napoleon Djurhuus, född 11 maj 1928 i Kollafjørður, död 1 augusti 1971 i Portugal (genom olyckshändelse), var en av Färöarnas största diktare. Vid sidan av författarskapet var han även lärare.
Djurhuus var en av föräldrarna Sigvald Oliver Djurhuus och Annu Sofíu från Miðvágurs nio barn. Bland hans syskon kan Sverri Djurhuus nämnas. Tummas Napoleon Djurhuus var gift med Marna Serina Thomsen.
Han gjorde sin litterära debut år 1951 med diktsamlingen Ung løg. År 1958 fick han ta emot Färöarnas litteraturpris för sin diktsamling "Og dansurin gongur".

## Utgivna verk
- 1951 - "Ung løg"
- 1955 - "Greinar"
- 1958 - "Og dansurin gongur"
- 1961 - "Tættir og vísur"
- 1970 - "Háfjalssólin og hostasevjan"

## Priser och utmärkelser
- Färöarnas litteraturpris 1958